# Suvarnadvipa
Suvarnadvipa, « l'île de l'or » en sanskrit, est un nom mentionné dans l'épopée indienne du Ramayana écrite entre le IIIe siècle av. J.-C. et le IIIe siècle apr. J.-C., et qui désigne peut-être l'île indonésienne de Sumatra.
Accompagnant l'empereur Mahmûd de Ghaznî dans son voyage en Inde, le savant persan Al-Biruni écrit en 1030 : « Les îles de l'est dans cet océan, qui sont plus proches de la Chine que de l'Inde, sont les îles de Zabaj, appelées par les Hindous, Suvarnadvipa, c'est-à-dire les îles de l'or... parce qu'on obtient beaucoup d'or en dépôt si l'on lave seulement un peu de terre de cette contrée. »